# Walter Cramer

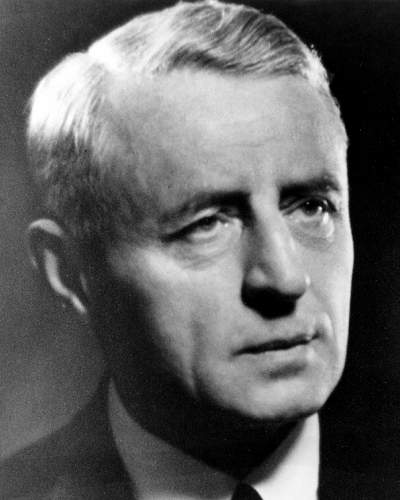
Walter Cramer

Wilhelm Bernardo Walter Cramer (* 1. Mai 1886 in Leipzig; † 14. November 1944 in Berlin-Plötzensee) war ein deutscher Textilunternehmer und Widerstandskämpfer gegen den Nationalsozialismus. Er war einflussreiches und langjähriges Vorstandsmitglied der Leipziger Kammgarnspinnerei Stöhr (1923–1944), Aufsichtsratsmitglied der Leipziger Baumwollspinnerei und Vorsitzender des Sächsischen Beirats der Deutschen Bank. Cramer gehörte zu den engsten Vertrauten von Carl Goerdeler und wurde als Mitverschwörer des Attentats vom 20. Juli 1944 in Plötzensee hingerichtet.

## Leben

### Herkunft und Ausbildung

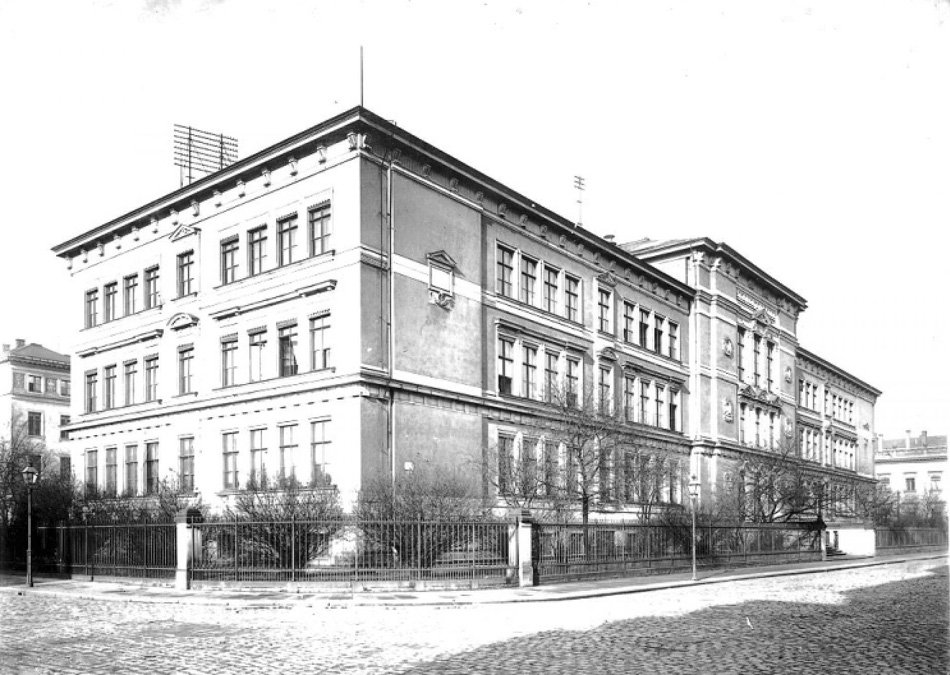
Thomasschule zu Leipzig (um 1900)

Walter Cramer wurde 1886 als Sohn des Textilunternehmers Wilhelm Cramer (1851–1921) und seiner italienischstämmigen Frau Josepha Cramer, geborene Sala (1861–1940), in Leipzig geboren. Sein Vater war Inhaber der Großhandelsfirma Wollgarne Polter & Co. Mitglied des Aufsichtsrats der Kammgarnspinnerei Gautzsch AG in Gautzsch (heute: Markkleeberg) bei Leipzig und ehrenamtlicher Handelsrichter am Landgericht Leipzig. Die Mutter entstammte ebenso einer Kaufmannsfamilie. Von 1896 bis 1904 besuchte Walter Cramer die humanistische Thomasschule zu Leipzig.
Danach wurde er mithilfe der Kontakte des Vaters von 1904 bis 1906 im Textilbetrieb J. & W. Roberts im nordenglischen Bradford ausgebildet. Seinen Wehrdienst leistete er von 1906 bis 1907 als Einjährig-Freiwilliger im 1. Königlich Sächsischen Feldartillerie-Regiment Nr. 12 in Königsbrück bei Dresden ab. Im Jahr 1910 wurde er zum Leutnant der Reserve befördert. Nach seiner Dienstzeit wurde er Teilhaber und Prokurist der elterlichen Firma. Verheiratet war er mit Charlotte Weber (1889–1975), der Tochter des Fabrikanten Emil Weber. Aus der Ehe gingen zwei Töchter und ein Sohn, der als Soldat im Zweiten Weltkrieg fiel, hervor. Cramer wurde 1910 Mitglied der Leipziger Gesellschaft Harmonie, einer angesehenen Bürgervereinigung. Im Jahr 1913 wurde ihm das Bürgerrecht der Stadt Leipzig zuerkannt, das ihm u. a. das Wahlrecht einräumte. Am Ersten Weltkrieg nahm er als Reserveoffizier teil und kämpfte an der West- und Ostfront. Er wurde schließlich zum Oberleutnant der Reserve befördert und erhielt aufgrund seiner Tapferkeit das Eiserne Kreuz II. (EK II) und I. Klasse (EK I) von 1914.

### Textilunternehmer
Ab 1919 wurde Cramer Geschäftsführer der Kammgarnspinnerei Gautzsch AG. Da er sich für die sozialen Belange seiner Arbeiter einsetzte, genoss er hohe Anerkennung. Seit 1923 war er Mitglied des Vorstandes der Kammgarnspinnerei Stöhr in Leipzig-Plagwitz. Auf sein Betreiben fusionierte Gautzsch im Jahr 1928 mit dem Stöhr-Konzern. Strategisch befürwortete er eine Mischung aus Kunstspinnfaser und Wolle, wodurch die von ihm geleiteten Unternehmen weniger abhängig von Wollimporten waren und die Weltwirtschaftskrise zwischen 1928 und 1930 gut überstanden. Er gründete 1934 die Gesellschaft der Verarbeiter von Wolle mit Kunstspinnfaser (Wokafa). Versuche mit Viskosefasern wurden durch die I.G. Farben unterstützt. Da sich das Reichswirtschaftsministerium immer mehr in die Angelegenheiten des Verbandes einmischte, stellte er sein Engagement bereits nach wenigen Monaten wieder ein. Stattdessen gründete er 1937 die Vereinigung zur Auswertung und technischen Weiterbildung der Verarbeitung von Zellwolle, eine Zellwoll-Spinnband-Vereinigung. Das Vorstandsmitglied Fritzludolf Koch bei Stöhr stellte rückblickend fest: „Als einer der ersten hat er in seinem Industriezweig die Entwicklung in der Rohstoffversorgung vorausgesehen […]“. Ein weiterer Meilenstein gelang dem Unternehmen in der Entwicklung der sogenannten Perfektring-Spinnmaschine, die später erfolgreich die weltweit eingesetzten Selfaktor-Maschinen ablöste.
Das Unternehmen Stöhr entwickelte sich unter seiner entscheidenden Mitwirkung, mit mehreren Tochtergesellschaften, zu einer der führenden Kammgarnspinnereien in Deutschland. Er stand den Aufsichtsräten der deutschen Konzernteile vor und wirkte als Vizepräsident der europäischen Tochtergesellschaften. Koch berichtete 1944 über Walter Cramer: „Nach seinem […] Eintritt in den Vorstand […] hat er an der Reorganisation […] maßgebenden Anteil gehabt. Seiner Initiative ist es gelungen, die gefährdete Lage des Unternehmens zu konsolidieren und eine Überfremdung […] zu verhindern. […] Dabei hat Herr Cramer […] große eigene finanzielle Opfer gebracht.“
In den 1940er Jahren aber führten das NS-Regime Preisstrafen für die nicht kriegswichtige Industrie ein, die auch die Stöhr AG trafen. Anfang 1943 drohte das Reichsministerium für Bewaffnung und Munition mit der Übernahme der Firma durch den Dessauer Rüstungskonzern Junkers & Co., was jedoch auf Betreiben der Geschäftsführung verhindert wurde. Im Herbst 1943 ereilte Stöhr die Teilstilllegung, da die Mehrheit der Belegschaft zur Wehrmacht eingezogen wurde, und im Februar 1944 die schwere Zerstörung der Leipziger Werke durch Luftangriffe von Royal Air Force und United States Army Air Forces.
Cramer hielt weitere Positionen in der Wirtschaft inne, so zum Beispiel Aufsichtsratsmandate bei der Leipziger Baumwollspinnerei, der Paul Schettlers Erben AG, der Walter Leberecht Stein AG und der Thüringer Wollgarnspinnerei AG sowie den Vorsitz des Sächsischen Beirats der Deutschen Bank.

### Widerstand
Ab 1920 war Cramer Mitglied der Deutschnationalen Volkspartei (DNVP). Im Jahr 1930 trat er jedoch aufgrund der von Alfred Hugenberg geförderten Kooperation zwischen DNVP und NSDAP aus der Partei aus. 1933 versuchten ihn die Unternehmer Werner Stöhr und Hermann Rausch vergeblich zum Eintritt in die NSDAP zu bewegen. Cramer lehnte vor allem den Einfluss überzeugter Nationalsozialisten im Aufsichtsrat der Stöhr AG ab. Weiterhin ließen zeitgeschichtliche Ereignisse wie der Röhm-Putsch und die Predigten des Bischofs Clemens August Graf von Galen gegen die Tötung so genannten „lebensunwerten Lebens“ in ihm den Entschluss zum Widerstand reifen.
Nach dem Tod seines Sohnes 1941 nahm Cramer im Goerdeler-Kreis um den ehemaligen Leipziger Oberbürgermeister Carl Goerdeler am bürgerlichen Widerstand gegen den Nationalsozialismus teil. Er vermittelte u. a. zwischen dem Goerdeler-Kreis und der sich im Widerstand befindlichen Generalität wie Ludwig Beck, Wilhelm Canaris, Alexander von Falkenhausen, Erich Hoepner und Friedrich Olbricht. Außerdem übernahm er Mittlerdienste zwischen Carl Goerdeler in Leipzig und Friedrich Siegmund-Schultze in Zürich. Überdies hatte er Kontakt zu Robert Bosch in Stuttgart.
Cramers Unternehmen beschäftigte ab Juli 1942 von Amts wegen Zwangsarbeiter aus Russland und Polen. Auf Auslandsreisen, unter anderem zu Zweigstellen der Stöhr AG in Osteuropa, wurde er jedoch Zeuge von Vertreibung und Abtransporten der Juden in die Konzentrationslager. Er widersetzte sich auch deshalb der schleichenden Zwangsarisierung der Leipziger Kammgarnspinnerei Stöhr und Co. Auch setzte er sich für mehrere jüdische Angestellte und Geschäftspartner ein. So bat er 1940 vergeblich den Industriellen Günther Quandt, Lizenzrechte an den nach Südamerika geflüchteten jüdischen Kaufmann Siegfried Spiegel zu übertragen. Im April 1944 wurde gegen ihn vor dem Amtsgericht Leipzig ein Strafverfahren wegen Wehrkraftzersetzung (nach § 5 KSSVO) eröffnet. Anklagegrund war Cramers Kommentar an seinen unternehmensinternen Kritiker Werner Stöhr zur Besetzung Ungarns durch die Nationalsozialisten: Cramer müsse nach Ungarn fahren, um sich „auch um seine armen Juden zu kümmern“.
Cramer war als guter Freund und Vertrauter von Carl Goerdeler in die Attentatspläne vom 20. Juli 1944 eingeweiht. Dieser überzeugte ihn 1943, trotz anfänglicher Bedenken, nach Adolf Hitlers anvisiertem Tod politisch aktiv zu werden. Er war als „politischer Beauftragter“ im Wehrkreis IV (Dresden) vorgesehen (vgl. Schattenkabinett Beck/Goerdeler). Nach dem Auslösen der Operation Walküre in Folge des Attentats wurde Cramers neue Funktion Generaloberst Erich Hoepner per Fernschreiben an das Oberkommando der Wehrmacht (OKW) telegraphiert. Nachdem bekannt wurde, dass das Attentat gescheitert war, floh Cramer noch am selben Abend ins württembergische St. Johann bei Reutlingen, bis er schließlich am 22. Juli 1944 von der Geheimen Staatspolizei aufgespürt und festgenommen wurde.

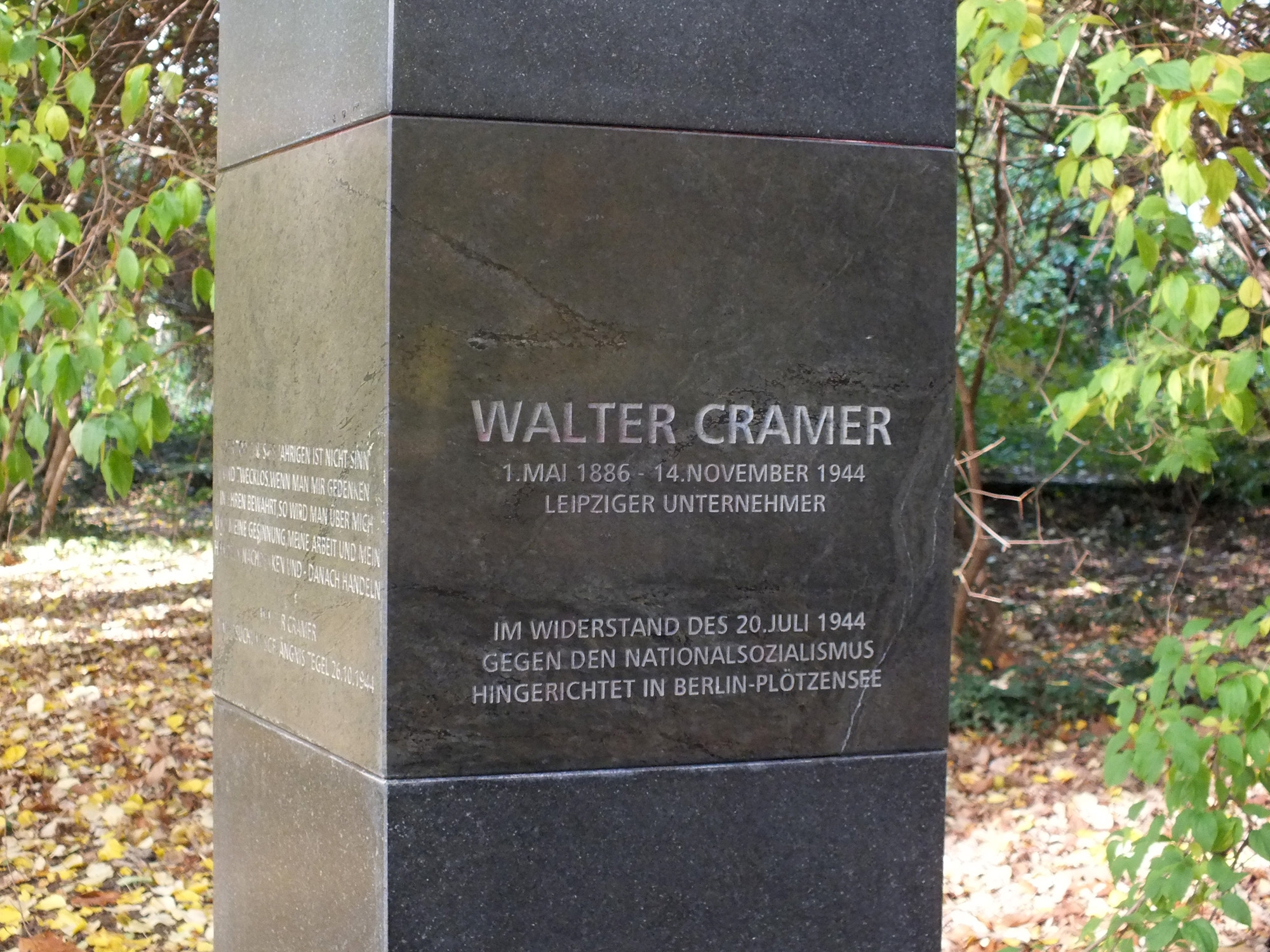
Mittelteil der Stele für Walter Cramer im Leipziger Johannapark

Vom 23. bis 31. Juli 1944 war er im Polizei-Gefängnis von Dresden inhaftiert. Zwei Monate lang verbrachte er dann im Gefängnis Lehrter Straße in Berlin. Verhöre mit schweren psychischen und physischen Misshandlungen u. a. durch SS-Sturmbannführer Hans Helmut Wolff und SS-Sturmbannführer Kriminalrat Herbert Lange fanden im „Hausgefängnis“ Prinz-Albrecht Straße 8 statt. Trotz der ausgesetzten Folter verschwieg er weitere Verschwörernamen wie Theodor Strünck, Wilhelm Schomburgk (Freund aus Leipzig) und Hans Bernd Gisevius. Am 27. September 1944 verlegte man ihn ins Untersuchungsgefängnis Tegel. Über den katholischen Anstaltspfarrer Peter Buchholz gelangten mehrere tagebuchähnliche Aufzeichnungen Cramers aus der Haft zu seiner Familie. Sein Prozess vor dem Volksgerichtshof fand am 14. November 1944 zusammen mit den Prozessen gegen Oswald Rösler und Ernst Schoen von Wildenegg statt. Er wurde des Hoch- und Landesverrats (nach § 88 RStGB) angeklagt, für schuldig befunden und schließlich vom 1. Senat unter dem Vorsitz von Roland Freisler zum Tode verurteilt (Az.: OJ 28/44 Geheime Reichssache). Dieser verhöhnte ihn im Prozess als „commis voyageur [Handlungsreisenden] der Putschisten“. Noch am selben Tag wurde Cramer im Strafgefängnis Berlin-Plötzensee gehängt. Gleichzeitig verlor er alle Ehrenrechte und sein gesamtes Vermögen wurde beschlagnahmt, u. a. auch sein Landhaus in Leulitz bei Wurzen.

## Posthume Ehrungen
- 1945 wurde eine Anliegerstraße im Leipziger Stadtteil Gohlis nach Cramer benannt: Walter-Cramer-Straße[37]
- In Markkleeberg wurde ebenfalls eine Straße nach ihm benannt: Walter-Cramer-Ring.
- 1996 wurde er durch die Stadt Leipzig mit einem Denkmal des Bildhauers Klaus Friedrich Messerschmidt im Johannapark geehrt.[38]
- Gunter Demnig verlegte vor der Gustav-Mahler-Straße 1–3 in Leipzig einen Stolperstein mit Cramers Lebensdaten (siehe auch Liste der Stolpersteine in Leipzig).[39]

### Monografien
- Beatrix Heintze (Hrsg.): Walter Cramer (1886–1944). Ein Leipziger Unternehmer im Widerstand. Dokumentation. Deutscher Instituts-Verlag, Köln 1993, ISBN 3-602-14350-3.
- Helga Raue, Kulturamt der Stadt Leipzig (Hrsg.): Walter-Cramer-Ehrung der Stadt Leipzig 1994. Dokumentation. Stadt Leipzig, Kulturamt, Leipzig 1994, DNB 944538517.
- Beatrix Heintze: Walter Cramer, die Kammgarnspinnerei Stöhr & Co in Leipzig und die sogenannte „Judenfrage“. Materialien zu einer Gratwanderung zwischen Hilfe und Kapitulation. (= Erinnerungen. 3). Mit einem Vorwort von Hans Mommsen. Leipziger Universitätsverlag, Leipzig 2003, ISBN 3-935693-87-7.
- Beatrix Heintze (Hrsg.): Walter Cramer – die letzten Wochen. Gefängnisbriefe und -notizen an seine Familie nach dem 20. Juli 1944. Leipziger Universitätsverlag, Leipzig 2013, ISBN 978-3-86583-758-5.

### Sammelbände
- Annedore Leber (Hrsg.): Das Gewissen entscheidet. Bereiche des deutschen Widerstandes von 1933–1945 in Lebensbildern. In Zusammenarbeit mit Willy Brandt und Karl Dietrich Bracher. Mosaik, Berlin 1957, S. 208 ff.
- Beatrix Heintze: Walter Cramer (1886–1944). In: Reiner Groß, Gerald Wiemers (Hrsg.): Sächsische Lebensbilder. (= Quellen und Forschungen zur sächsischen Geschichte. 17). Band 4, Verlag der Sächsischen Akademie der Wissenschaften zu Leipzig, Leipzig 1999, ISBN 3-515-07469-4, S. 63–73.
- Beatrix Heintze: Walter Cramer – Ein Leipziger Unternehmer im Rettungswiderstand. In: Frank-Lothar Kroll/Rüdiger Voss (Hrsg.): Für Freiheit, Recht, Zivilcourage. Der 20. Juli 1944. bebra wissenschaft, Berlin 2020 (Widerstand im Widerstreit; 1), ISBN 978-3-95410-265-5, S. 197–212.

### Vorträge
- Beatrix Heintze: Walter Cramer. Ein Leipziger Unternehmer im Widerstand gegen den Nationalsozialismus. (= Texte des Leipziger Geschichtsvereins e. V. 20). Vortrag, gehalten am 18. Mai 1994 im Saal der Alten Handelsbörse. Leipziger Geschichtsverein, Leipzig 1994.

### Lexika
- Horst Riedel, Pro Leipzig (Hrsg.): Stadtlexikon Leipzig von A bis Z. Pro Leipzig, Leipzig 2005, ISBN 3-936508-03-8, S. 96 f.
- Peter Steinbach (Hrsg.): Lexikon des Widerstandes 1933–1945. (= Beck’sche Reihe. 1061). 2. Auflage. C. H. Beck, München 1998, ISBN 3-406-43861-X, S. 98.